# Aspidon niger
Aspidon niger är en stekelart som beskrevs av Gupta 1989. Aspidon niger ingår i släktet Aspidon och familjen brokparasitsteklar. Inga underarter finns listade.